# Bob Cratchit
Robert "Bob" Cratchit è l'impiegato contabile del protagonista Ebenezer Scrooge nel racconto di Charles Dickens Canto di Natale. 
Il personaggio, inizialmente sottopagato, sfruttato e maltrattato dal protagonista, simboleggia la condizione dei lavoratori poveri dell'Ottocento, costretti a lavorare in pessime condizioni per numerose ore al giorno guadagnando un salario misero.

## Il personaggio
La prima volta che il lettore incontra Bob Cratchit, questo si trova in una piccola, fredda e sudicia stanzetta dell'ufficio di Scrooge, impegnato a ricopiare a mano decine di documenti per il suo capo.
È descritto come un uomo di bassa statura che indossa vari abiti cuciti e rammendati più volte e, come Dickens sottolinea, è troppo povero per permettersi un cappotto. Il suo salario è di circa 15 shilling a settimana, che sono insufficienti per poter mantenere e sfamare tutta la famiglia, anche per la cena di Natale.
Bob è comunque un impiegato devoto e leale nei confronti del crudele padrone, che difende prontamente davanti alla moglie e ai figli, in quanto, pur essendo cattivo ed odiato, permette loro di vivere.
Scrooge visita la casa di Bob in Camden Town il giorno di Natale e, precedentemente, nelle sue visioni accompagnato dallo Spirito del Natale Presente e dallo Spirito dei Natali Futuri. Sarà proprio vedendo la bontà e la miseria di Bob e della sua famiglia che Scrooge troverà la via per cambiare vita.
Alla fine del racconto, Scrooge, caratterialmente cambiato, decide di dare a Bob, arrivato al lavoro in ritardo (inizialmente Scrooge gli aveva imposto di presentarsi al lavoro per tutto il giorno anche la vigilia di Natale e il giorno di Santo Stefano), un generoso aumento di stipendio e di aiutare la sua famiglia nelle difficoltà, e i due discuteranno del loro lavoro nel pomeriggio davanti a una tazza di punch.

## I figli
Nel racconto vengono menzionati sei figli di Bob Cratchit, e si conosce il nome di quattro di essi:
- Martha, la figlia più grande, che lavora come apprendista in una cappelleria;
- Belinda, la seconda figlia;
- Peter, l'erede, per cui il padre ha trovato nuovi accordi di lavoro;
- Un figlio di cui non si conosce il nome, chiamato Matthew in alcune versioni;
- Una figlia di cui si ignora il nome;
- Timmy, il figlio minore, sofferente di una malattia che lo rende fortemente storpio. Inizialmente la famiglia, con il misero stipendio di Bob, non riesce a comprare i farmaci per curarlo, ed è destinato a morire in breve tempo; in seguito, quando Scrooge inizia ad aiutare economicamente Bob, Timmy potrà avere le medicine che gli servono e guarire.